# William Gedney Bunce
William Gedney Bunce (* 19. September 1840 in Hartford, Connecticut; † 5. November 1916 ebenda) war ein US-amerikanischer Landschafts- und Marinemaler.

## Leben
Bunce, Sohn von James M. Bunce und Elizabeth Chester, erhielt ab 1856 Zeichenunterricht bei dem aus Dresden gebürtigen, 1848 in die Vereinigten Staaten emigrierten Malers Julius Theodore Busch († 1858) in Hartford. Als Angehöriger des First Connecticut Cavalry Regiment focht Bunce auf der Seite der Nordstaaten im Sezessionskrieg, insbesondere im Shenandoahtal. Nach zwei Jahren erlitt er eine Beinverletzung, in deren Folge er humpelte und 1863 aus dem Militärdienst entlassen wurde. Er ging sodann nach New York City und begann, an der Cooper Union  Malerei zu studieren, auch bei dem Landschaftsmaler William Hart, den er im Sommer 1864 auf einer Studienreise nach Maine begleitete.
1867 reiste er nach Europa. Dort hielt er sich bis 1879 vor allem in Paris, Düsseldorf, Davos, Antwerpen und Rom auf. In Düsseldorf nahm er Privatunterricht bei Andreas Achenbach, in Antwerpen bei Paul Jean Clays (1819–1900). In Rom traf er auf den Bildhauer Augustus Saint-Gaudens, mit dem er in Paris ein Atelier teilte und lebenslang befreundet blieb. In München verkehrte Bunce im Kreis um Frank Duveneck.
1879 kehrte Bunce in die Vereinigten Staaten zurück und eröffnete ein Atelier in New York City. Unter dem Spitznamen „The Bishop“ wurde er Mitglied der New Yorker Künstlervereinigung Tile Club, der unter anderen auch Saint-Gaudens, Stanford White, William Merritt Chase, Elihu Vedder und Frank Millet angehörten.

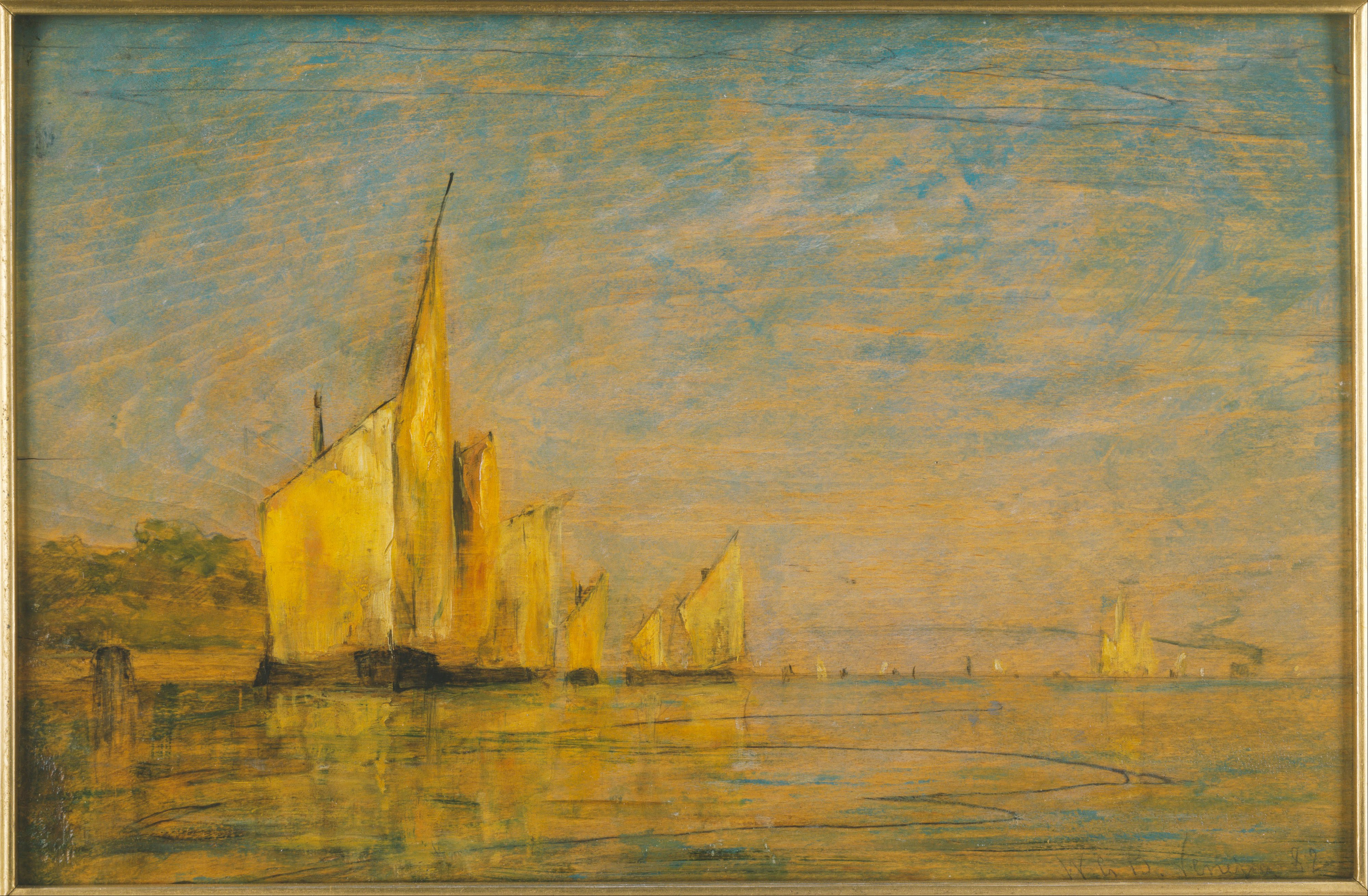
A Group of Boats, Venice, 1882, Phillips Collection

In den 1880er Jahren begann Bunce auf einer Reise nach Venedig mit Segelschiffmotiven, die zum Markenzeichen seiner tonalistischen Marinemalerei wurden. Bis zum Beginn des Ersten Weltkriegs pendelte er fortan zwischen der Lagunenstadt und New York City. Als er sich im Jahr 1889 in Biarritz aufhielt, wurde er der britischen Königin Victoria vorgestellt, die ein Landschaftsgemälde von ihm erwarb, was seine Reputation erheblich steigerte.
1898 wurde Bunce in die American Academy of Arts and Letters aufgenommen. 1902 wurde er zum assoziierten Mitglied der National Academy of Design gewählt, 1907 zu deren Vollmitglied. 1908 zog Bunce zurück in seine Vaterstadt Hartford und lebte im Haus seiner Schwester und seines Schwagers. Bunce starb 1916 beim Überqueren einer Straße, einem der ersten durch Automobile verursachten Todesfälle in Hartford.